# Amir Rrahmani
Amir Rrahmani (ur. 24 lutego 1994 w Prisztinie) – kosowsko-albański piłkarz występujący na pozycji środkowego obrońcy w SSC Napoli.

## Kariera klubowa
Amir Rrahmani jest wychowankiem KF Drenica Srbica. Po wygaśnięciu kontraktu z tym kosowskim klubem, Rrahmani przeszedł do Partizani Tirana. Grał tam przez dwa sezony, po czym trafił do RNK Split, skąd został wykupiony przez Dinamo Zagrzeb i natychmiast wypożyczony do Lokomotivy Zagrzeb.
| Sezon   | Klub                 | Kraj      | Rozgrywki           | Mecze | Bramki |
| ------- | -------------------- | --------- | ------------------- | ----- | ------ |
| 2010/11 | Drenica Srbica       | Kosowo    | Superliga e Kosovës | 3     | 0      |
| 2011/12 | Drenica Srbica       | Kosowo    | Superliga e Kosovës | 17    | 0      |
| 2012/13 | Drenica Srbica       | Kosowo    | Superliga e Kosovës | 20    | 1      |
| 2013/14 | Partizani Tirana     | Albania   | Kategoria Superiore | 25    | 0      |
| 2014/15 | Partizani Tirana     | Albania   | Kategoria Superiore | 34    | 3      |
| 2015/16 | RNK Split            | Chorwacja | 1. HNL              | 34    | 1      |
| 2016/17 | RNK Split            | Chorwacja | 1. HNL              | 7     | 0      |
| 2016/17 | Dinamo Zagrzeb       | Chorwacja | 1. HNL              | 0     | 0      |
| 2016/17 | Lokomotiva Zagrzeb   | Chorwacja | 1. HNL              | 28    | 1      |
| 2017/18 | Dinamo Zagrzeb       | Chorwacja | 1. HNL              | 25    | 1      |
| 2018/19 | Dinamo Zagrzeb       | Chorwacja | 1. HNL              | 15    | 3      |
| 2019/20 | Hellas Verona        | Włochy    | Serie A             | 19    | 0      |
| 2019/20 | SSC Napoli           | Włochy    | Serie A             | 0     | 0      |
| 2019/20 | Hellas Verona (wyp.) | Włochy    | Serie A             | 17    | 0      |
| 2020/21 | SSC Napoli           | Włochy    | Serie A             | 16    | 1      |
| 2021/22 | SSC Napoli           | Włochy    | Serie A             | 33    | 4      |
| 2022/23 | SSC Napoli           | Włochy    | Serie A             | 2     | 0      |

## Kariera reprezentacyjna
Rrahmani występował w młodzieżowej reprezentacji Albanii. 25 kwietnia 2014 roku zadebiutował w reprezentacji Kosowa w towarzyskim meczu z Senegalem. Był to tylko mecz towarzyski, więc Rrahmani wciąż mógł grać dla innego kraju. Skorzystał z tego już dwa tygodnie później debiutując w reprezentacji Albanii. Kolejny mecz zagrał dla Albanii dopiero 13 listopada 2015. Zdobył wówczas bramkę w zremisowanym 2:2 meczu z... Kosowem. 5 września 2016 roku znów wystąpił w reprezentacji Kosowa. Tym razem był to zremisowany 1:1 mecz z Finlandią w eliminacjach mistrzostw świata, przez co nie będzie już mógł wystąpić dla innego kraju.
| Mecze i gole w reprezentacji | Mecze i gole w reprezentacji | Mecze i gole w reprezentacji | Mecze i gole w reprezentacji | Mecze i gole w reprezentacji | Mecze i gole w reprezentacji | Mecze i gole w reprezentacji | Mecze i gole w reprezentacji | Mecze i gole w reprezentacji |
| lp.                          | Data                         | Miejsce                      | Reprezentacja                | Przeciwnik                   | Rozgrywki                    | Rezultat                     | Grał                         | Uwagi                        |
| ---------------------------- | ---------------------------- | ---------------------------- | ---------------------------- | ---------------------------- | ---------------------------- | ---------------------------- | ---------------------------- | ---------------------------- |
| 1.                           | 25 maja 2014                 | Genewa                       | Kosowo                       | Senegal                      | towarzyski                   | 1-3                          | 90'                          |                              |
| 2.                           | 8 czerwca 2014               | Serravalle                   | Albania                      | San Marino                   | towarzyski                   | 3-0                          | od 82'                       |                              |
| 3.                           | 13 listopada 2015            | Prisztina                    | Albania                      | Kosowo                       | towarzyski                   | 2-2                          | do 84'                       | 70'                          |
| 4.                           | 5 września 2016              | Turku                        | Kosowo                       | Finlandia                    | el. MŚ 2018                  | 1-1                          | 90'                          |                              |
| 5.                           | 9 października 2016          | Kraków                       | Kosowo                       | Ukraina                      | el. MŚ 2018                  | 0-3                          | 90'                          |                              |
| 6.                           | 12 listopada 2016            | Antalya                      | Kosowo                       | Turcja                       | el. MŚ 2018                  | 0-2                          | 90'                          | 21'                          |

Stan na 18 lutego 2017.